# Rabenau, Sachsen
Rabenau är en stad i Landkreis Sächsische Schweiz-Osterzgebirge i förbundslandet Sachsen i Tyskland i närheten av Freital. Staden har cirka 4 500 invånare.